# Antony Hämäläinen
Antony Hämäläinen (Hämeenlinna, 28 de agosto de 1980) es un cantante, músico y compositor, aunque actualmente reside en los Estados Unidos. Su primer trabajo notable fue el haber participado con la banda de melodic death metal Slaves For Scores, la cual se separó en el 2005. Antony ayudó a crear la banda de death/thrash metal Burn Your Halo. La banda atrajo mucho la atención en principalmente en Japón y toda Europa.
Desde el 2007 Hämäläinen se integró como vocalista a la banda sueco/griega de death metal melódico Nightrage.

## Equipo
Micrófono inalámbrico Shure

## Otros datos
Contrario a lo que se tiene sabido, Antony no es parte griego aunque tiene influencia de esta nacionalidad debido a que su padrastro (de origen griego/chipriota) fue quien lo crio.
Antony tiene una gran admiración por los diseños artísticos de Niklas Sundin (guitarrista de Dark Tranquillity) y tiene varias imágenes de este tatuadas en su antebrazo izquierdo.

## Discografía
- Slaves For Scores - Hell Inside EP
- Slaves For Scores - Inertia
- Burn Your Halo - Drowned at Birth EP
- Burn Your Halo - The End Has Begun
- George Emmanuel - Karma - Vocals on "Reduce To The Sound"
- Landmine Marathon - Rusted Eyes Awake - Vocalista invitado en "Bled To Oblivion"
- Rising Pain - The Essence of Decay - Vocalista invitado en "Feel Less Alive" y "Am I Awake"
- Disarmonia Mundi - The Isolation Game - Vocalista invitado en 5 canciones.
- Nightrage - Wearing A Martyr's Crown
- Neverborne - Nuevo Álbum aun sin nombre - Vocalista invitado en "Mechanical Ruin"
- Nightrage - Macabre Apparitions EP